# Allen Joseph Bard
Allen Joseph Bard (Nova Iorque, 18 de dezembro de 1933 – Austin, 11 de fevereiro de 2024) foi um químico estadunidense.
Recebeu o Prêmio Enrico Fermi de 2013.